# Alpár Ignác

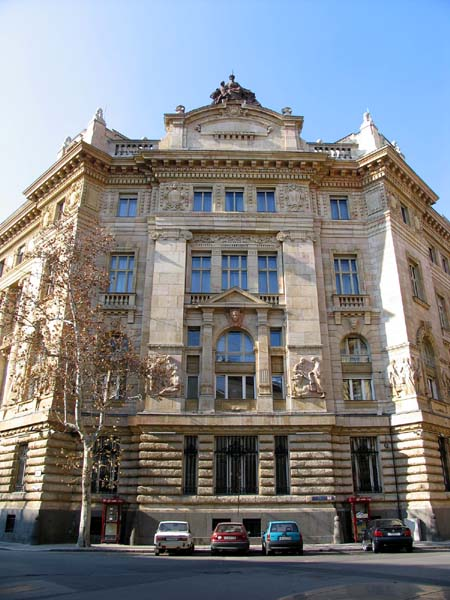
Magyar Nemzeti Bank (Budapest), 1902–1905

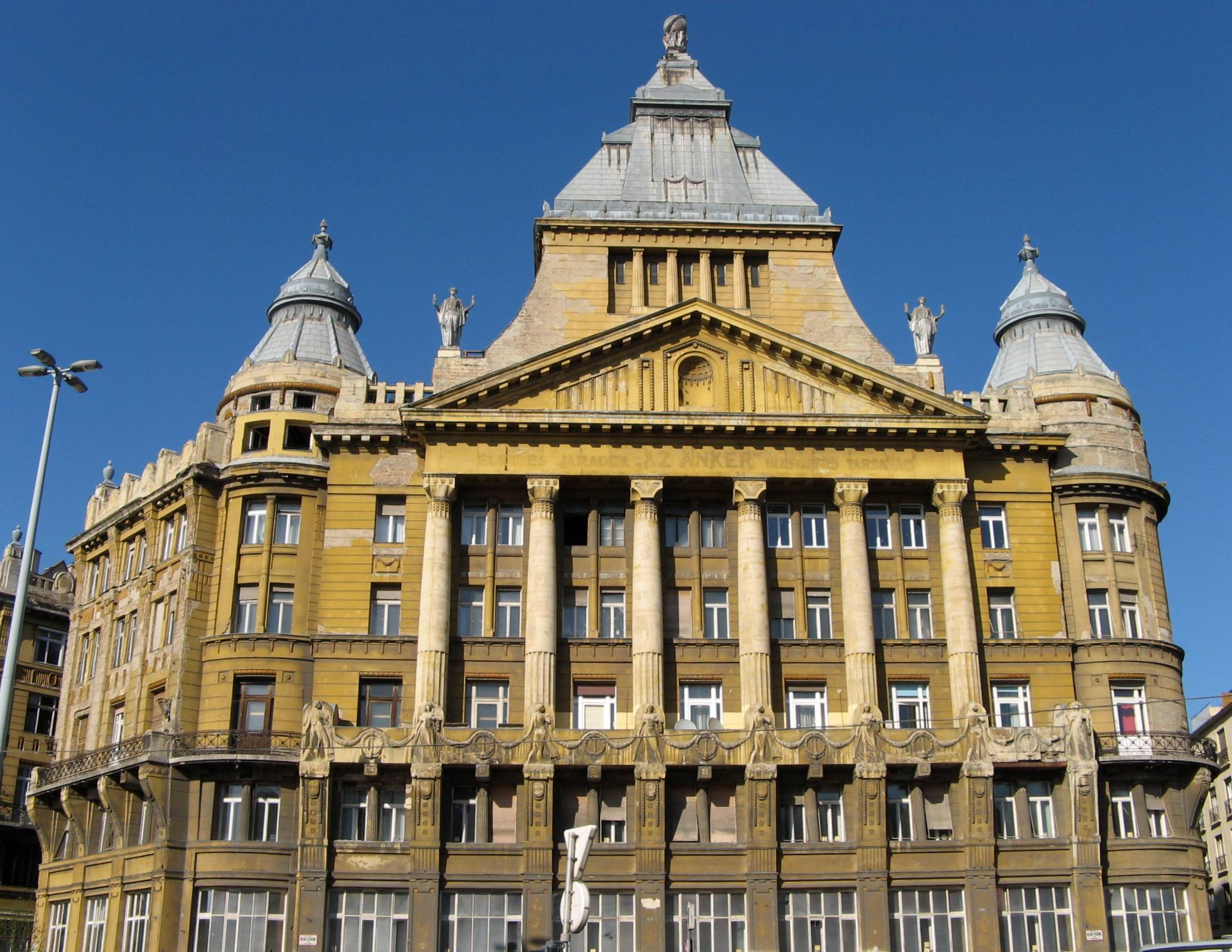
Anker-palota (Budapest), 1910

Tőzsdepalota (Budapest), 1902–1905

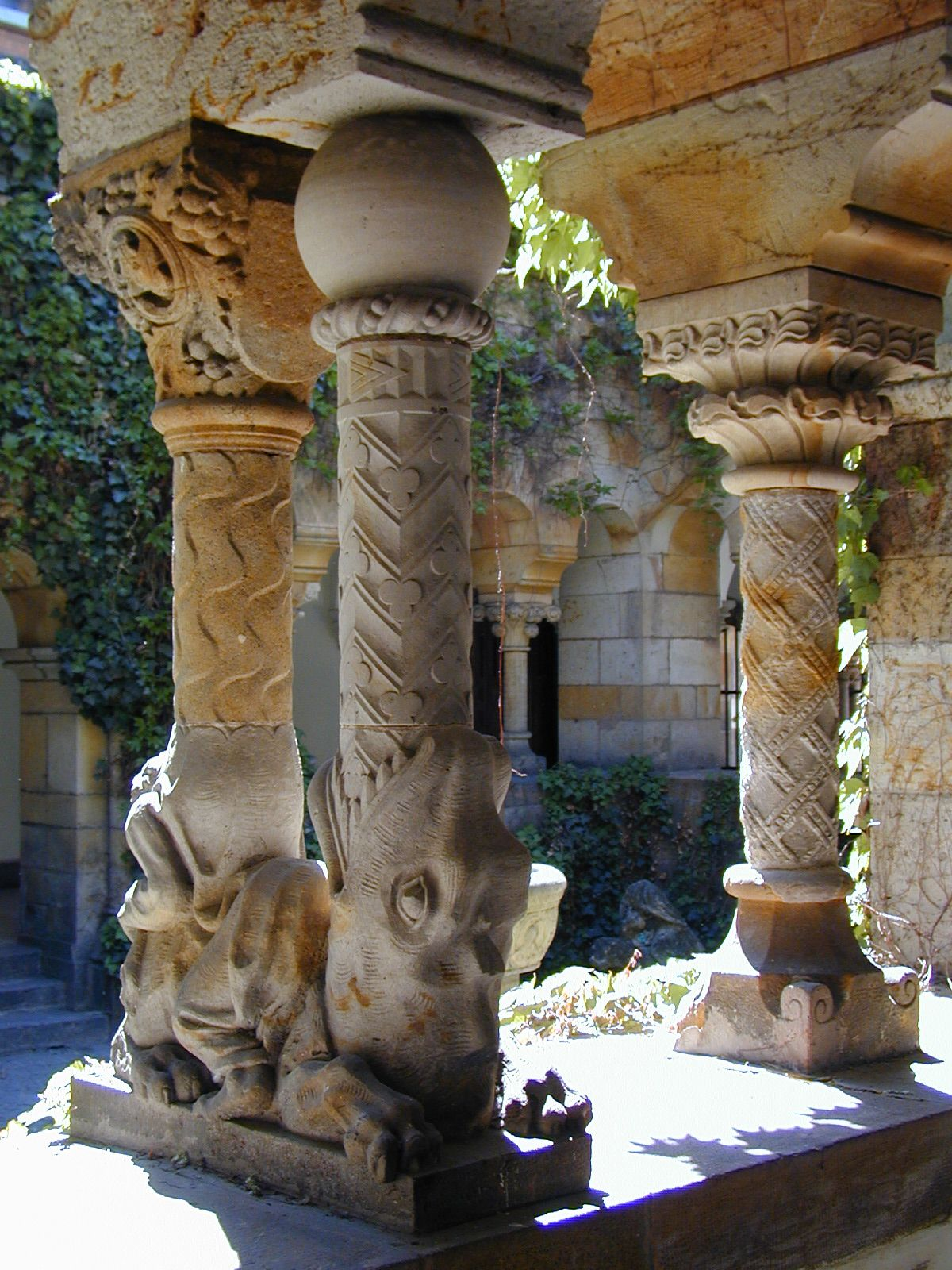
A budapesti Vajdahunyad vára román épületrészének kerengője (részlet)

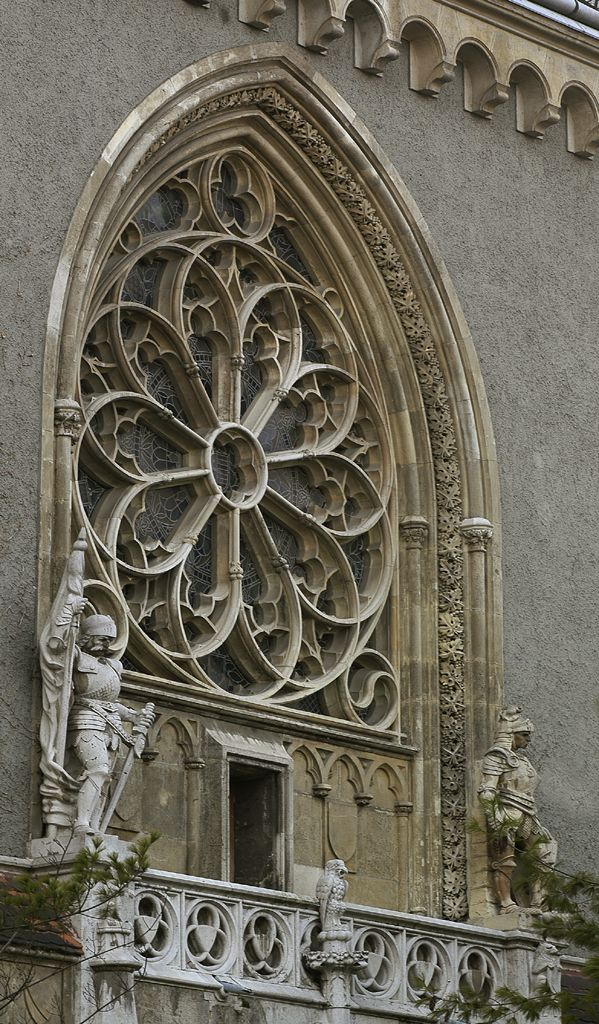
A budapesti Vajdahunyad vára gótikus szárnyának dómhomlokzata

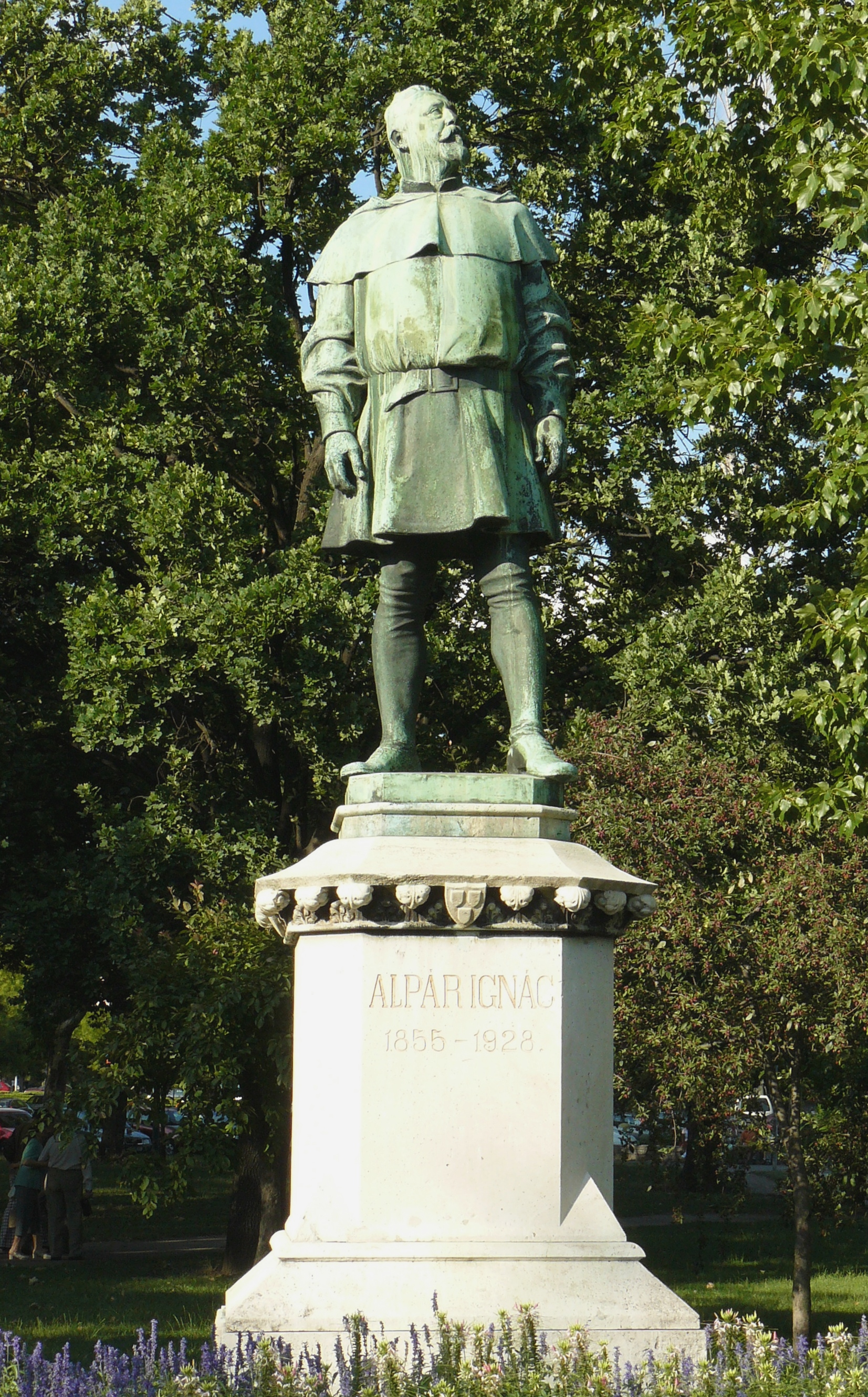
Alpár Ignác szobra a Vajdahunyad vára előtt

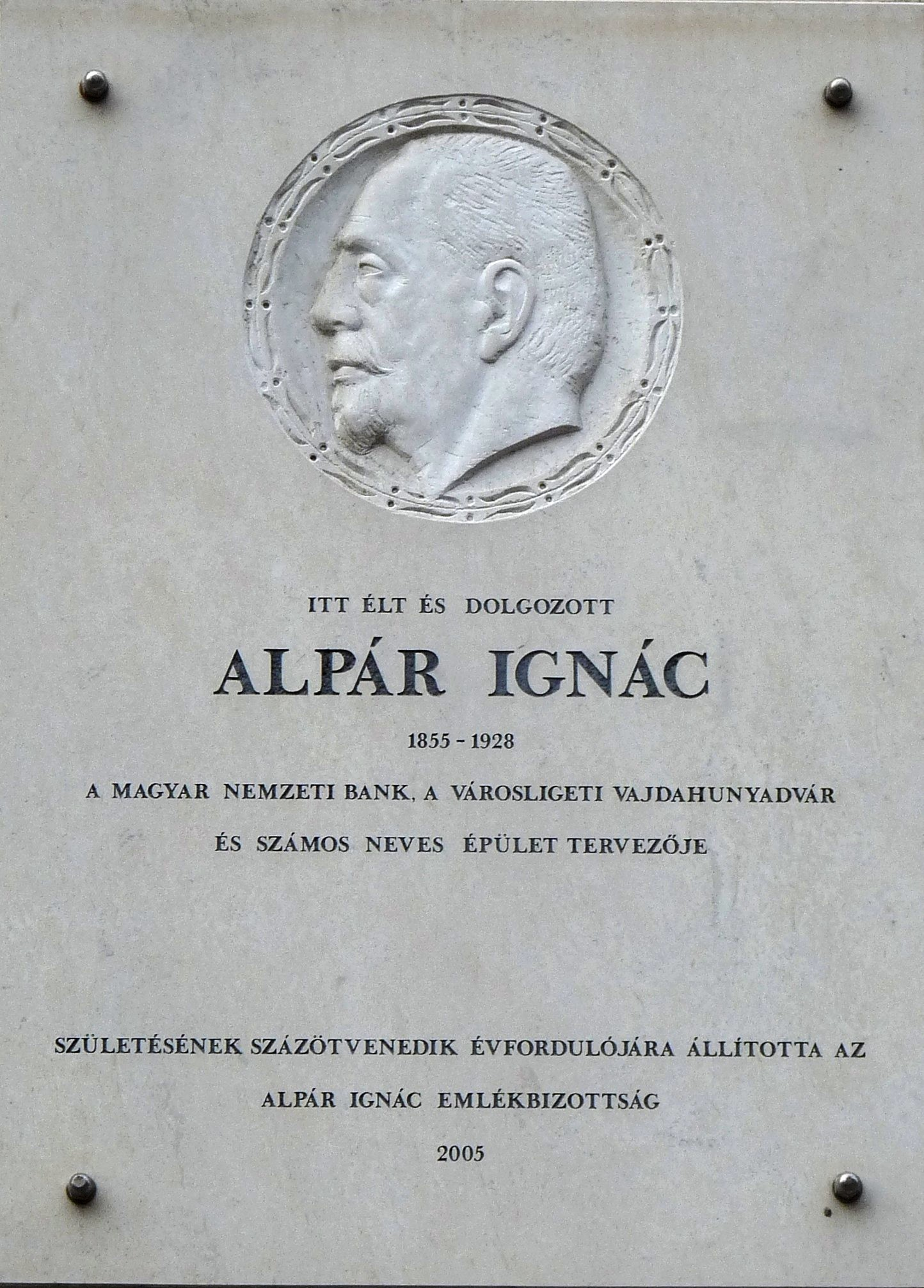
Alpár Ignác emléktáblája egykori lakhelyén (Budapest VII. ker., Almássy tér 15.)

Alpár Ignác József, születési nevén Schöckl Ignác József (Pest, 1855. január 17. – Zürich, 1928. április 27.) magyar műépítész, egyetemi tanár, a századforduló eklektikus építészetének egyik vezéralakja.

## Családja, tanulmányai
A pesti Józsefvárosban született, stájer eredetű iparoscsaládban. Apja, Schöckl Mátyás asztalosmester Pesten működő üzeme a legkülönlegesebb megrendeléseket is teljesítette, így például ők készítették a Pesti Vigadó nagy fesztávolságú ablakait. Anyja, Eisele Mária ősei württembergi kézművesek voltak. Ignác (még Schöckl néven) a belvárosi főreáliskola elvégzése után elszegődött kőművesinasnak, ahol 1873-ban szabadult fel. Ezután Hauszmann Alajos tanítványa lett, az ő irodájába került. Biztatására 1874-től a Berlin–Charlottenburgi Építészeti Akadémián folytatta tanulmányait, ahol többek között a frankfurti operaházat is építő Richard Lucae oktatta, akinek tanítványa volt maga Hauszmann, valamint Lechner Ödön és Pártos Gyula is.

## Pályája
Az akadémia befejezése után berlini építészirodákban dolgozott. 1880-ban elnyerte a Schinkel-érmet. Abban az évben magyarosította nevét Alpárra. Itáliai tanulmányútjáról Hauszmann meghívta a budapesti Műegyetemre tanársegédnek a „Díszépítéstan” tanszékre, s itt 1882–1889 között előbb Steindl Imre, majd Hauszmann mellett volt tanársegéd.
1883-ban házasságot kötött Orth Antóniával, egy aradi kereskedő leányával. 1885-ben felvették a Corvin Mátyás szabadkőműves páholyba.
Hauszmann Alajos visszaemlékezése szerint Alpár meg akarta pályázni a Műegyetem újonnan létrehozott Építész Tanszékének tanári állását, s miután nem ajánlotta őt, meg is neheztelt rá. Alpár tehát az oktatás helyett a gyakorlati tervező építészi pályára lépett, s 1888-ban önálló irodát nyitott, először a Teréz körút 7., majd 1891-től az Almássy tér 15. szám alatt. Utóbbi épületet maga tervezte, s lakása is itt volt.
Összesen 130 jelentős épületet tervezett, amelyek – megyeházák, középiskolák, templomok, fürdők, bérházak, villák, kastélyok, katonai épületek, posta, színház és szálloda – a történelmi Magyarországon mindenfelé megtalálhatók.
Sok híres, vagy később híressé váló építészt foglalkoztatott. Az ő cégbélyegzője alatt dolgozott egy ideig: Almási Balogh Loránd, Führer Miklós, Kotál Henrik, Hajós Alfréd, Hübner Jenő, Orth Ambrus, Gyöngyöshalászi Takách Béla, Radó Sándor. Ugyancsak töltöttek nála rövidebb időt a Vágó László és Vágó József testvérek, továbbá Jámbor Lajos és Sebestyén Artúr is. A késői historizmus mestere volt, aki eklektikus elemeket is alkalmazott épületein. Hírnevét középületei alapozták meg.
A magyarországi építészet két domináns irányzata közül, az akadémikus jellegű historikus irányzatot Alpár Ignác neve hitelesítette. A nemzeti stílus megfogalmazásán, a magyar szecesszió és a népművészet által ihletett nemzeti stílus kialakításán Lechner Ödön és köre, a kor és a századforduló legkiválóbb építészei, Lajta Béla, Komor Marcell, Jakab Dezső, Jan Kotera fáradozott. Az 1890-es évektől Magyarországon is jelentkező szecesszió nem váltotta fel a historizmust, hanem együtt élt annak kései szakaszával.
Évtizedekig elnöke volt a „Steindl-céhnek”, mely az építészethez kapcsolódó szakemberek, vállalkozók, művészek találkozóhelye volt. A tagok közül Maróti Géza, Moiret Ödön, Markup Béla, Telcs Ede, Róth Miksa, Jungfer Gyula több építkezésén munkatársai is voltak.
Az 1890-es években pályafutásának legnagyobb sikerét a millenniumi kiállítás Történelmi Épületcsoportjával érte el. E legismertebb műve Budapest XIV. kerületében a Városligeti-tó partján a millenniumi ünnepségek tiszteletére a magyar építészet történetét épületmásolatokkal ábrázoló Történelmi Épületcsoport, amelyet legjellemzőbb részéről Vajdahunyad várának neveznek.
1900–1914 között legfontosabb művei a bankok voltak, melyek a budapesti városképben (Szabadság tér, Vörösmarty tér, József nádor tér, Széchenyi István tér máig meghatározó szerepet játszanak mint a Magyar Nemzeti Bank és a Tőzsdepalota, a mai Pénzügyminisztérium és Belügyminisztérium épülete.
Élete során számtalan tanulmányutat tett külföldön, beutazta szinte egész Európát, többször járt Olaszországban, Németországban, Egyiptomban.
Az első világháború után már nem tervezett, de a művészeti közéletben aktívan részt vett. Elnöke volt az Építőmesterek Ipartestületének, aktív tagja és 1904-től 1907-ig elnöke volt a Magyar Mérnök- és Építészegyletnek, tagja volt a Műemlékek Országos Bizottságának, az Országos Iparművészeti Társulatnak és az Országos Középítési Tanácsnak is.
Felesége halála után, 1918-ban házasságot kötött Csesznák Ilonával. 1928. április 27-én, amerikai útjáról hazatérőben hirtelen influenzát kapott, és tüdőgyulladásban Svájcban meghalt. 73 évet élt. A Vajdahunyad várában ravatalozták fel, és onnen díszmenet kísérte a Kerepesi temetőbe.

## Művei

### Pályázatai
- Berlin, Nyári színház pályázat (I. díj), 1878
- Berlin, Vendéglő belső pályázat (díjazott terv), 1879
- Berlin, Könyvtár pályázat (díjazott terv), 1880
- Berlin, Kultúregyesület székháza pályázat (Schinkel-érem), 1880
- Kassa, Színház pályázat (I. díj), 1891
- Budapest, Új épület telkének szabályozása pályázat (dicséret), 1892
- Budapest, Országos Kaszinó pályázat (III. díj), 1893
- Nagyszeben, Bérház pályázat (II. díj), 1893
- Győr, Városháza pályázat (I. díj), 1894
- Budapest, Margit-sziget rendezése pályázat (díjazott), 1900
- Budapest (Gellért-hegy), Szent Gellért-szobor elhelyezése pályázat (II. díj), 1900
- Pécs, Városháza-pályázat (I. díj), 1903
- Budapest, Rudas gyógyfürdő pályázat (megvéve), 1904
- Budapest, Sáros fürdő pályázat (díjazott), 1904
- Budapest, Kultuszminisztérium pályázat (I. díj), 1905
- Hága, Békepalota-pályázat, 1906
- Budapest (Gellért-hegy) Citadella átépítési terve, 1925

### Templomok
- Segesvár, Református templom, 1887
- Dicsőszentmárton, Református templom, 1888
- Marosludas, Református templom, 1888
- Szászrégen, Református templom, 1888
- Piskitelep, Református templom, 1889
- Abafája, Református templom, 1889–90
- Brassó, Református templom és paplak (1962-ben lebontották), 1891
- Abrudbánya, Református templom, 1892[6]
- Kékes, Református templom, 1892
- Igazfalva, Református templom, 1901
- Wekerlefalva, Római katolikus templom, 1901

### Vármegyeházák
- Segesvár (Piața Muzeului 7), Vármegyeháza, 1884–85
- Dicsőszentmárton, Vármegyeháza, 1886–90
- Déva (Piața Unirii 4, Deva 330152, Románia), Vármegyeháza, 1887–89
- Nyíregyháza (Hősök tere 5.), Vármegyeháza, 1891–93
- Kolozsvár (Calea Moților 3, Cluj-Napoca 400001, Románia), Vármegyeháza (ma Városháza), 1896–97
- Nagyenyed, Vármegyeháza átalakítása, bővítése, 1899–1903

### Színház
- Nyíregyháza (Bessenyei tér 13.) Móricz Zsigmond Színház, 1894

### Múzeum
- Budapest, Magyar Mezőgazdasági Múzeum épülete, 1902–1908

### Oktatási intézmények
- Kolozsvár, Tudományegyetem bejárati tömbje, 1899–1902
- Budapest (Ménesi út), Eötvös József Collegium, 1910

#### Elemi iskolák
- Nyíregyháza (Luther u. 7.), Evangélikus elemi iskola, 1891-93
- Fiume, Állami kereskedelmi, polgári és elemi iskola, 1899

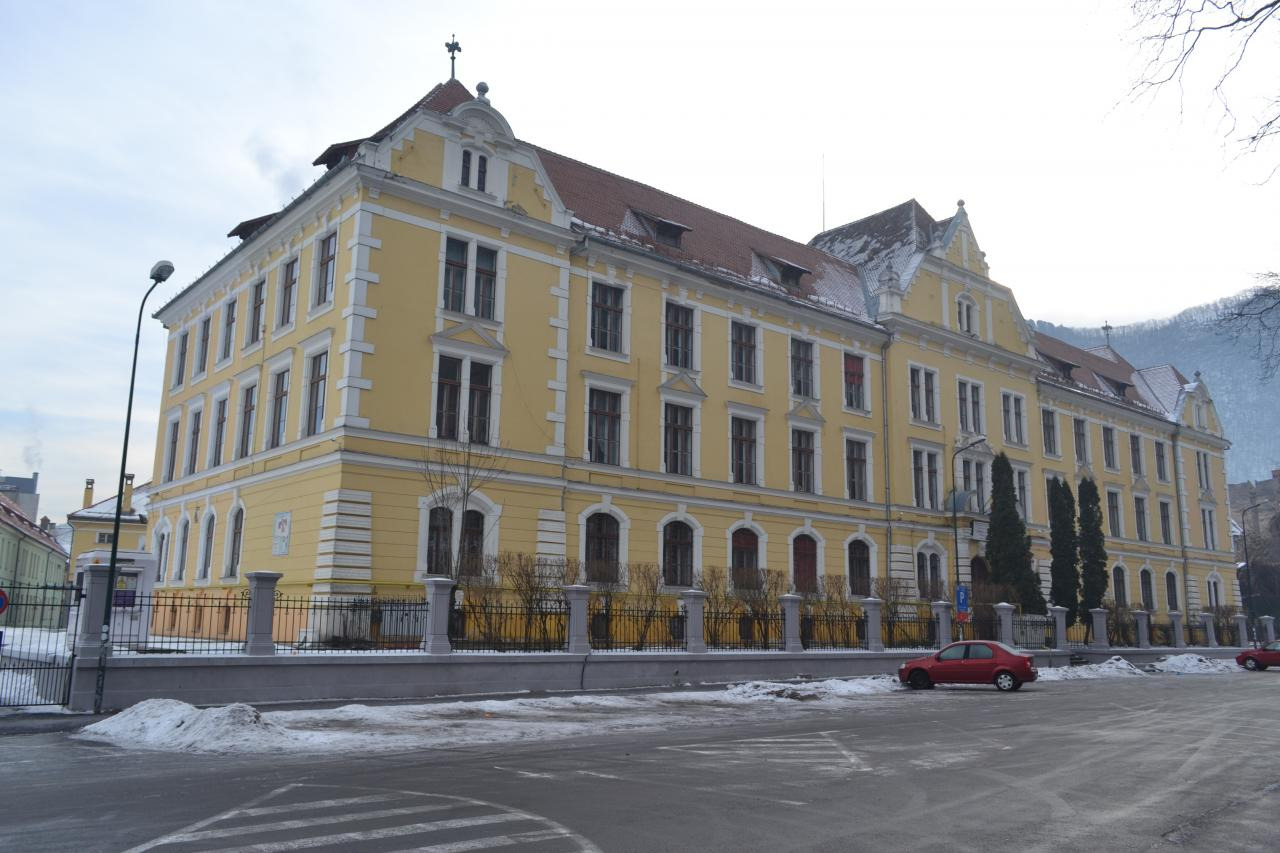
Áprily Lajos Főgimnázium, Brassó

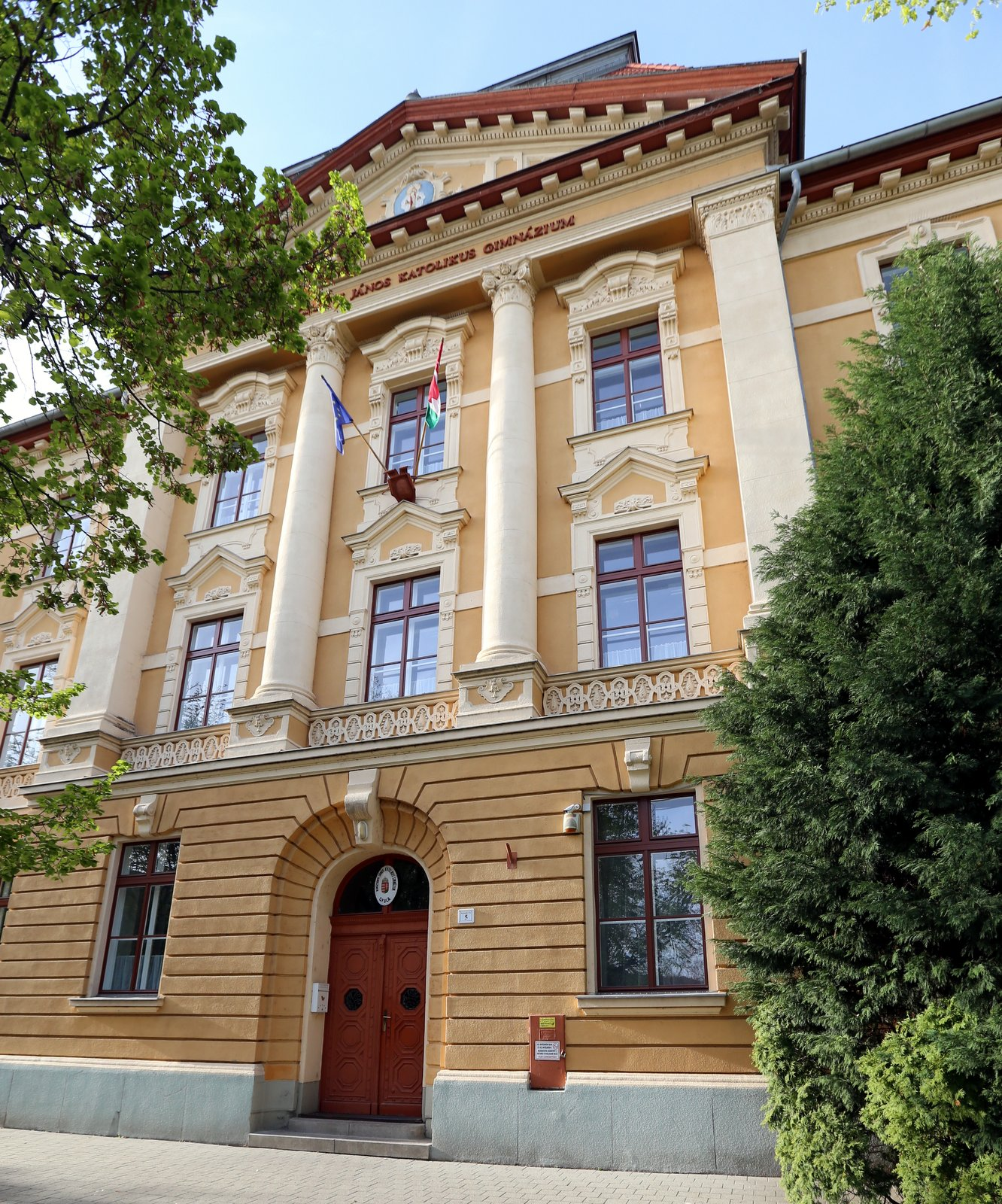
Karácsonyi János Katolikus főgimnázium, Gyula

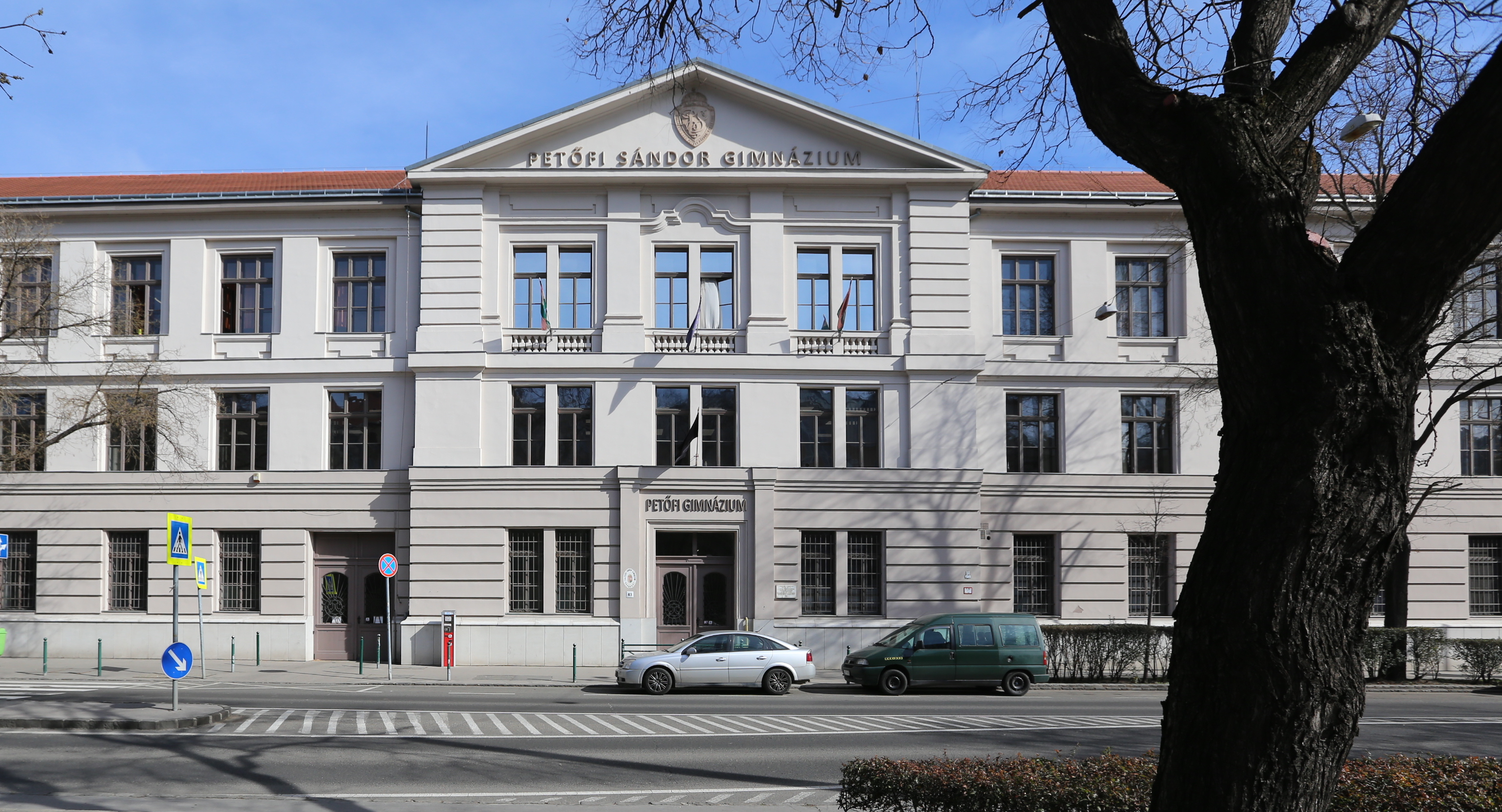
Petőfi Sándor Gimnázium, Budapest

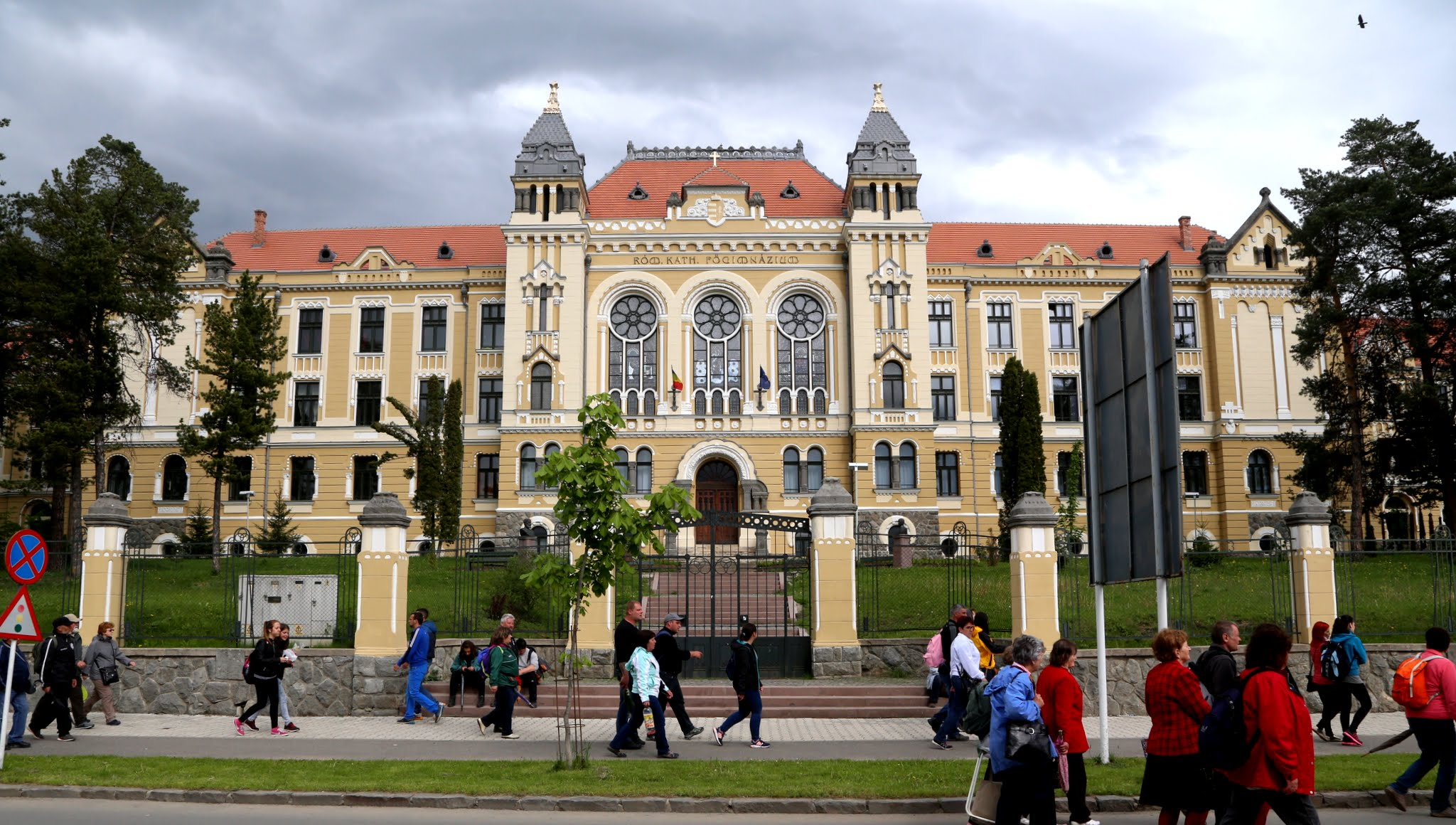
Márton Áron Főgimnázium, Csíkszereda

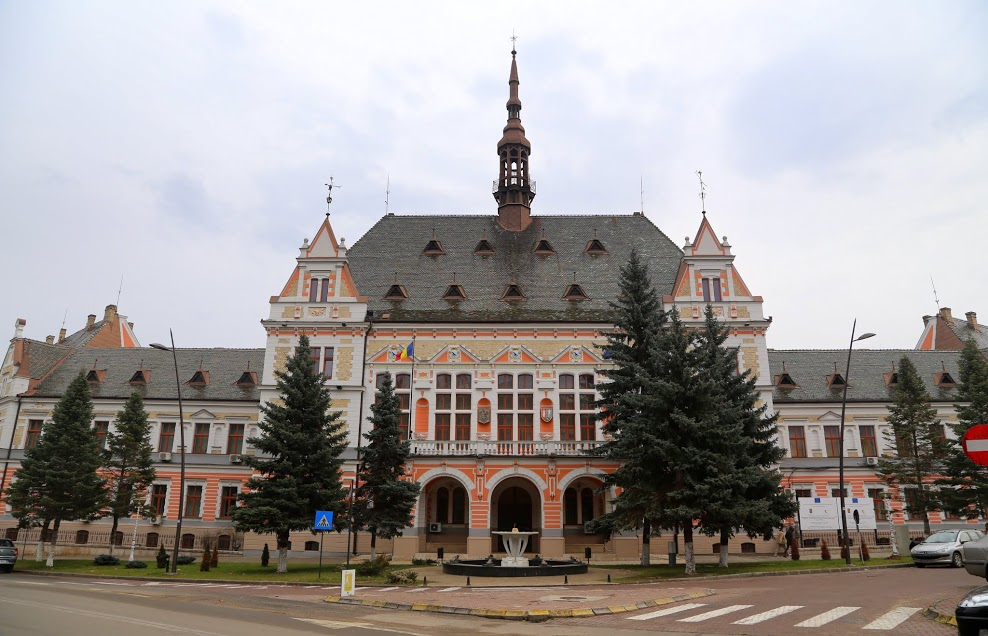
Városháza, Déva

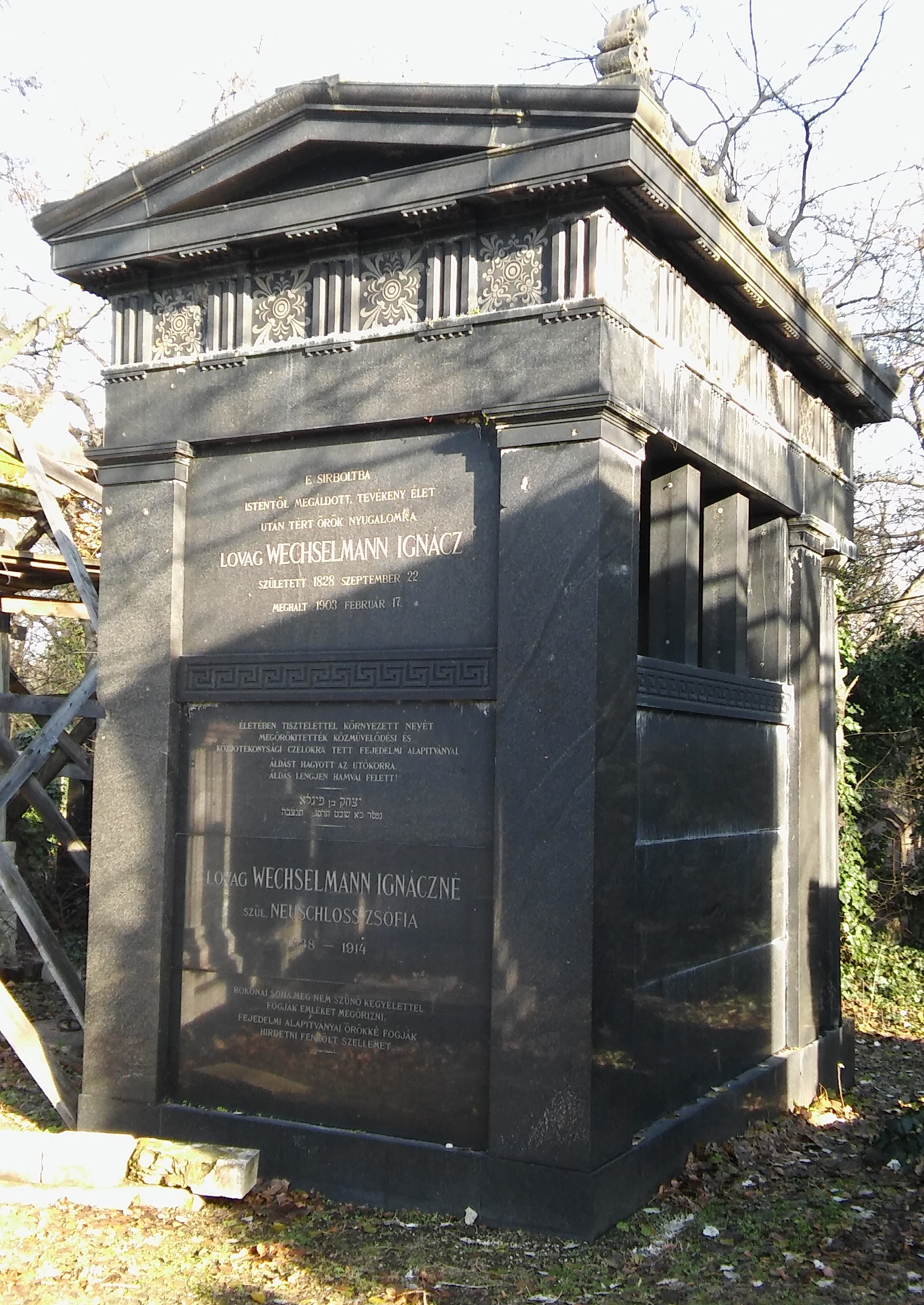
Wechselmann Ignác síremléke

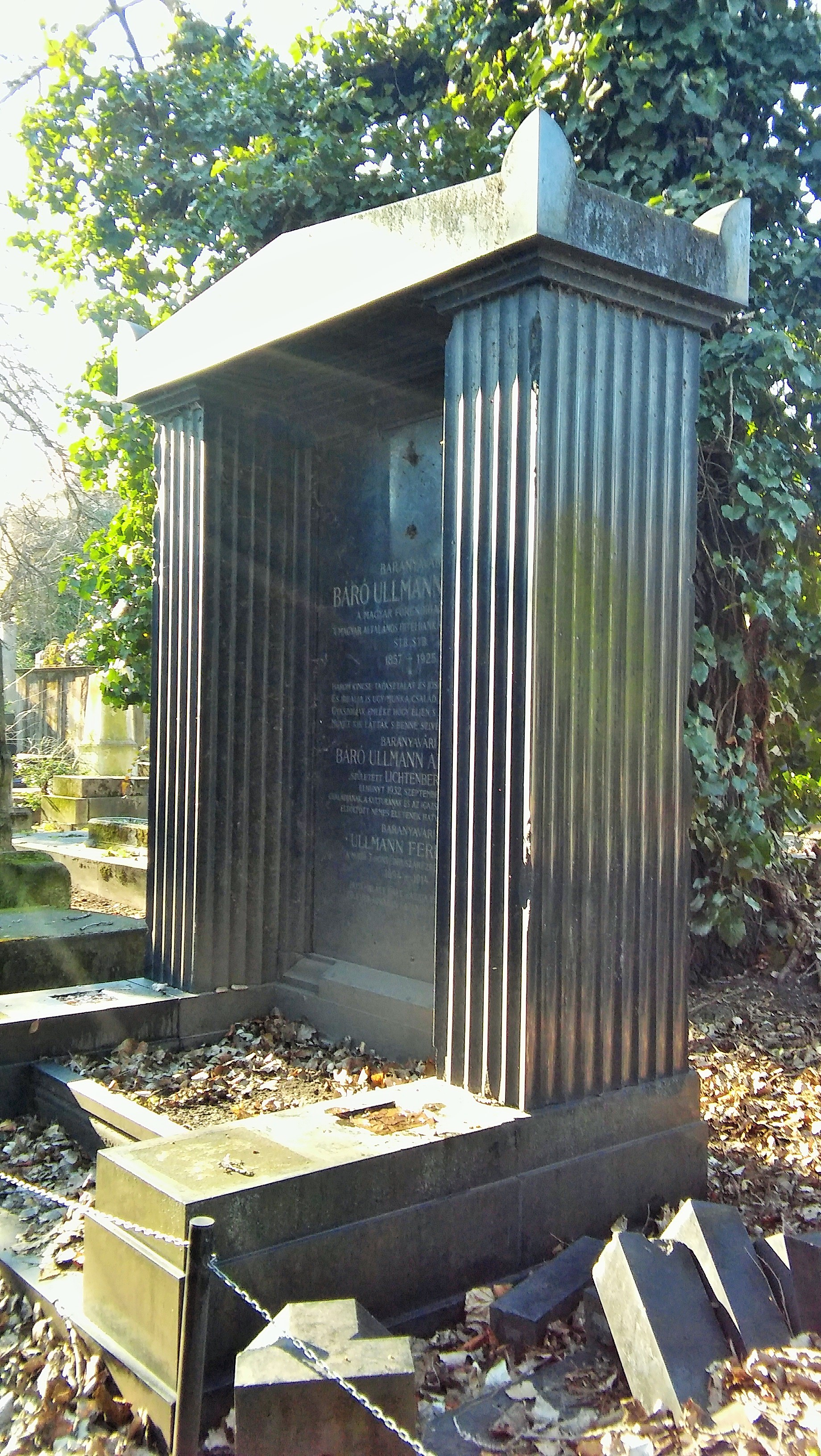
Ullmann Adolf síremléke

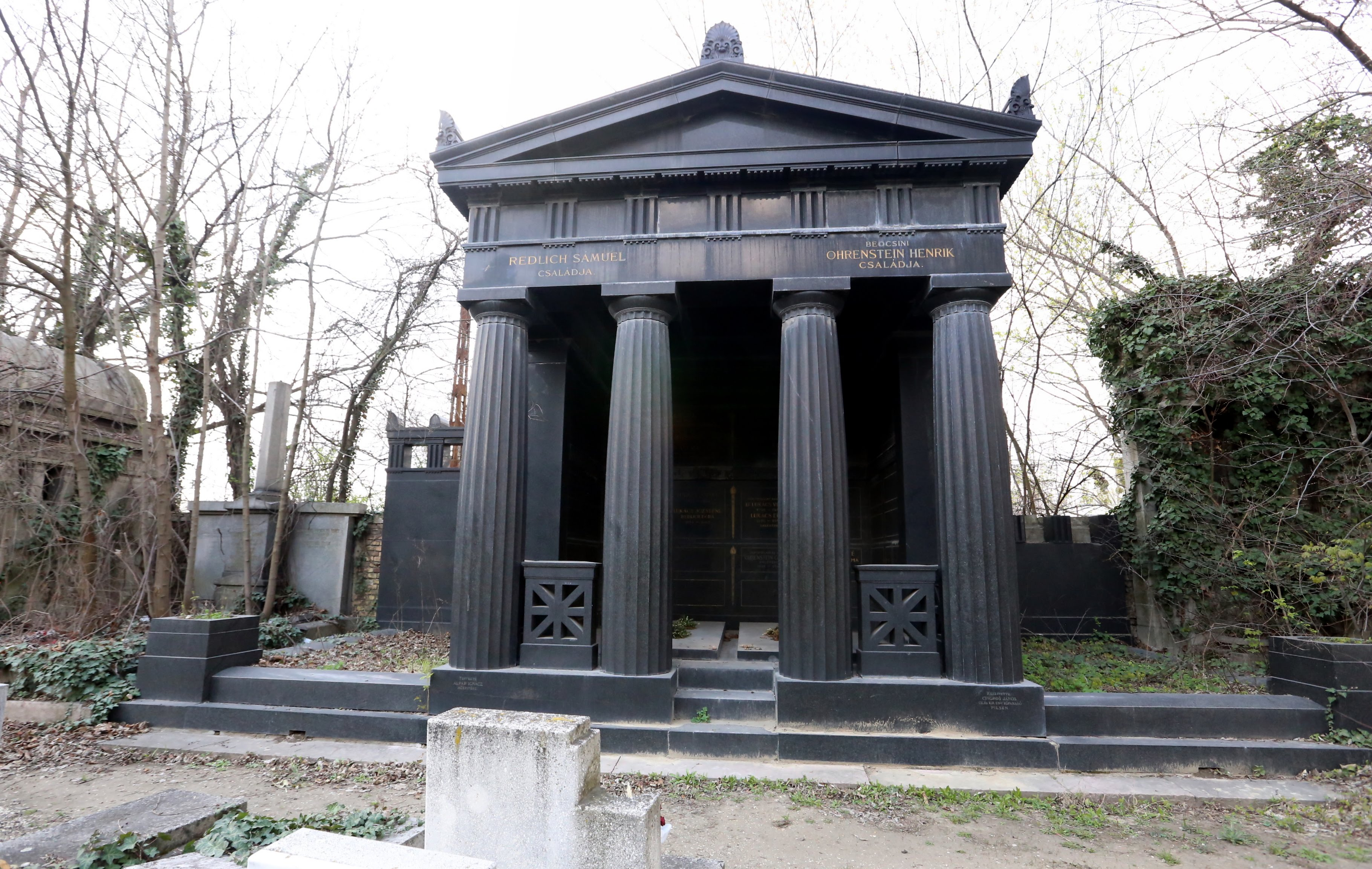
Ohrenstein Henrik és Redlich Sámuel síremléke

#### Gimnáziumok, líceumok
- Rózsahegy (Nem. A. Linku 60.), Főgimnázium, 1887–88
- Kisújszállás (Széchenyi u. 4.), Református főgimnázium, 1893
- Kiskunfélegyháza (Kossuth u. 9.), Katolikus főgimnázium (ma Móra Ferenc Gimnázium, 1896
- Pozsony (Palisady 31.), Evangélikus líceum, 1896
- Miskolc (Kálvin János u. 2.), Református Főgimnázium, 1896
- Brassó, Római Katholikus Főgimnázium (most: Áprily Lajos Főgimnázium), 1899
- Békéscsaba (Szeberényi tér 1.), Evangélikus Rudolf főgimnázium, 1899
- Budapest (Attila út 43.), Werbőczy (ma Petőfi) Gimnázium, 1899
- Gyulafehérvár, Katolikus főgimnázium, 1899
- Nagyszeben, Főgimnázium, 1899
- Szamosújvár, Állami főgimnázium, 1899
- Eger (Széchenyi u. 17.), Ciszterci rendház és gimnázium, 1900
- Nagykikinda, Állami főgimnázium és tornaterem, 1900
- Nyitra (Pietricka 6.), Katolikus főgimnázium, 1900
- Temesvár (Bulevardul Constantin Diaconovici Loga 37.), Állami főgimnázium, 1901
- Csíksomlyó, Szeminárium, főgimnázium, internátus, 1902
- Marosvásárhely, Főgimnázium és főinternátus, 1902
- Békés (Petőfi S. u. 11–13.), Szegedi István református gimnázium, 1902–1903
- Nyíregyháza (Szent István út 17.), Gimnázium bővítése, 1905
- Fogaras, Állami főgimnázium és tornacsarnok, 1907
- Gyula, Karácsonyi János Katolikus főgimnázium, 1910
- Budapest Erzsébetváros, Gimnázium és internátus

#### Reáliskolák
- Déva, Főreáliskola tornacsarnoka, 1894
- Pozsony (Zochova u. 1.), Állami Főreáliskola, 1894
- Lőcse (Stefan Klurberta u. 10.), Állami Főreáliskola, 1897
- Budapest (Rippl Rónai [korábban Bulyovszky] u. 26.), VI. kerületi főreáliskola (majd Kvassay Jenő Műszaki Szakközépiskola, jelenleg üresen áll), 1898
- Zsolna – Állami Főreáliskola, 1912

#### Leányiskolák
- Kolozsvár, Állami felsőleányiskola, 1898

### Szállók
- Nyíregyháza (Dózsa Gy. út 1–3.), Korona szálló, 1893–96

### Katonai létesítmények
- Pécs, Hadapródiskola (átépítették, ma Pécsi Tudományegyetem Általános Orvostudományi Kar), 1897–98[7]
- Győr, Kaszárnya terve, 1891
- Nagyvárad (Rulikovszky út), Hadapródiskola, 1897–98
- Sopron (Bajcsy Zsilinszky út), Katonai főreáliskola (ma Soproni Egyetem), 1897–98
- Horvátverőce, Lovassági laktanya, 1900
- Pozsony, Honvédlaktanya, 1902

### Kastélyok
- Szomolány, gróf Pálfy József várkastélyának terve, 1899
- Acsa (Ságivölgyi major), báró Prónay Dezső kastélya, 1900
- Szob (Árpád út 19.), Luczenbacher Pál kastélyának átépítése, 1904
- Csucsa, Boncza-kastély
- Tiszadob, ifj. gróf Andrássy Gyula kastélya 1880–85

### Lakóházak
- Budapest (Teréz krt. 23.), Schőja-ház, 1887
- Budapest (Délibáb u.), Kemény-ház, 1890
- Budapest (Teréz krt. 22.), Stern-ház, 1890
- Budapest (Almássy tér 15.), Alpár Ignác lakó- és irodaháza, 1891
- Budapest (Erzsébet krt. 30.), Keinz-ház, 1891
- Budapest (Üllői út 89/a), Stroblentz-ház, 1892
- Budapest (Apostol u. 13.), Neuschlosz Ödön villája, 1898[8]
- Budapest (Bolyai u. 11.), Alpár Ignác villája, 1899
- Budapest (Zsigmond u. 11., Lipthay u.), Bruck-ház, 1899
- Budapest (Apostol u. 11.), Neuschlosz Marcell villája, 1899[9]
- Budapest (Andrássy út 112.), Ohrenstein-villa átalakítása, 1899
- Beocsin, Ohrenstein-nyaraló, 1900
- Beocsin, Spitzer-villa átalakítása, 1900
- Budapest (Váci u. 12.), Harkányi-ház, 1911
- Budapest (Kígyó u. 4.), Girardi-ház, 1914–16
- Budapest (Viola u. 7.), Alpár Ede háza
- Budapest (Várkert rakpart 17.), 1902

### Bérházak
- Győr (Szent István út 6–10.), Nyugdíjalap bérházai, 1891
- Kolozsvár (Szentegyház u.), Status házak, 1898–1900
- Budapest (Csepreghy u. 4.), Walla-bérház, 1899
- Budapest (Alkotmány u. 10.), Redlich Sámuel bérháza, 1900
- Budapest (Báthory u. 5.), Neuschlosz-bérház, 1903–1904 (Vágó László és Vágó József közreműködésével)
- Beocsin, Tisztviselőház, 1905
- Budapest (Döbrentei u. 24., Várkert rkp. 17.), Harkányi Béla bérháza, 1911
- Budapest (Orczy út 41–45), Walla Rt. Bérházai, 1912

### Amillenniumi kiállításépületei
- Budapest (Városliget), A millenniumi kiállítás Király-pavilon pályázat (I. díj), 1894
- Budapest (Városliget), A millenniumi kiállítás Történelmi főcsoportja (1897-től Magyar Mezőgazdasági Múzeum), 1894–96
- Budapest (Városliget), Millenniumi kiállítás Őshalászat és vadászat pavilonja, Edison kinetoskop, 1895–96
- Budapest (Városliget), Millenniumi kiállítás Redlich-, Spitzer-, Ohrenstein-, Walla-, és Neuschlosz-pavilon 1895–96
- Budapest (Városliget), Millenniumi kiállítás Trattner balatoni csárda, Müller cukrászda, 1895–96

### Fürdőépületek
- Váradszentmárton mellett, Püspökfürdő Szent László fürdő gyógyháza, 1889
- Pöstyénfürdő (Park pasaz 3.), Kúrszalon, 1892–93
- Váradszentmárton, Félix fürdő

### Gyárépület
- Budapest (Turbina u.), Eiselle (Láng) Gépgyár, 1890–91

### Pénzintézetek székházai
- Budapest (Szabadság tér), Tőzsdepalota (később MTV-székház), 1899–1905
- Budapest (Szabadság tér 8–10.), Osztrák Magyar Bank (Nemzeti Bank), 1900–1905
- Budapest (Széchenyi tér), Pesti Magyar Kereskedelmi Bank (Belügyminisztérium), 1905, 1913–17
- Budapest (Deák Ferenc utca 3–5.), Pesti Hazai Magyar Első Takarékpénztár (Budapesti Értéktőzsde), 1909
- Budapest (Dorottya u., Wurm u., József nádor tér), Magyar Általános Hitelbank (Pénzügyminisztérium), 1909–13
- Budapest (Deák tér), Anker-palota, 1907–10

### Posta
- Temesvár (Ion C. Bratianu), Posta, 1911–13

### Jótékonysági és egyesületi épületek
- Budapest (Egressy út 73.), Gyermekmenhely (Egressy Gábor Szakközépiskola), 1901
- Budapest (Semmelweis u. 5.), Steindl-céh helyisége, 1905

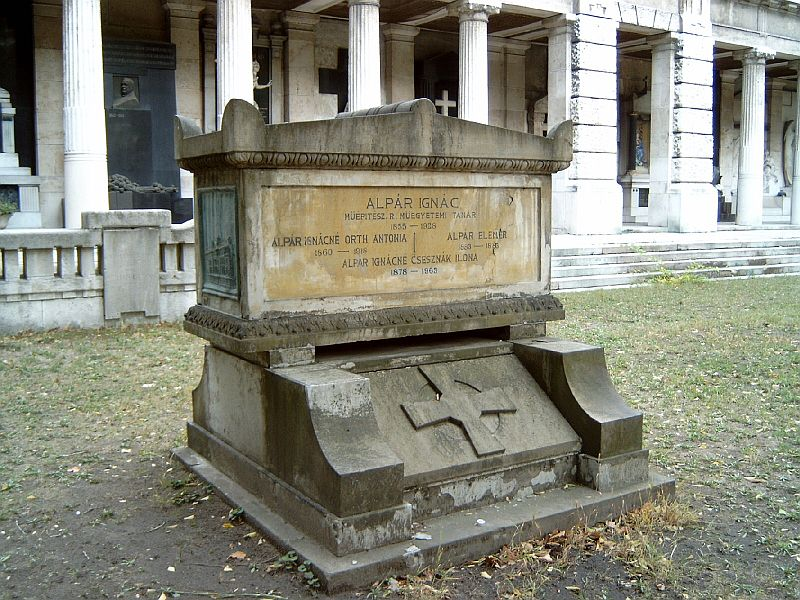
Alpár Ignác sírja Budapesten, a Kerepesi temetőben. Szege Sándor szobrász műve

### Emléktáblák, síremlékek
- Kazán-szoros, Széchenyi-emléktábla, 1885
- Budapest (Kozma utcai izraelita temető), Ohrenstein Henrik és Redlich Sámuel síremléke, 1902
- Budapest (Salgótarjáni Utcai Zsidó Temető), Wechselman Ignác síremléke, 1903
- Budapest (Kerepesi temető – Fiumei úti sírkert), Mechwart András síremléke, 1907
- Budapest (Salgótarjáni utcai zsidó temető), Ullmann Adolf síremléke, 1925 k.[10]

### Kilátó
- Törökbálint, Walla-kilátó

A lista az alábbi mű alapján készült: Marótzy Kata: 150 éve született Alpár Ignác
1926-ban a Gellért-hegyre Kotál Henrikkel közösen tervezett Magyar kálváriája nem valósult meg.

## Emlékezete
- 1958-ban az Építőipari Tudományos Egyesület (mai nevén: Építéstudományi Egyesület) alapította az Alpár Ignác-emlékérmet, amelyet évenként adományoznak a kiemelkedő tevékenységet elért építészeknek. Az elismerést 1998 óta Alpár Ignác-díjnak hívják.
- Az 1931. október 18-án felavatott, városligeti, Alpár Ignác-szobor (Telcs Ede műve) a mestert középkori céhmesteri ruházatban ábrázolja, amint feltekint a Vajdahunyad várára.